# Dnestr (radar)
I radar Dnestr (in cirillico: Днестр, nome in codice NATO: Hen House), anche noti con la sigla 5N15, sono stati una famiglia di radar di allerta precoce e di sorveglianza dallo spazio di origine sovietica, sviluppati nel corso degli anni sessanta dal NIIDAR ed entrati in servizio nelle forze armate sovietiche a partire dal 1967.
Realizzati in sei stazioni distribuite lungo i confini dell'allora Unione Sovietica, erano progettati per identificare e tracciare lanci di missili balistici intercontinentali ricoprendo il ruolo di principale sistema di allerta precoce sovietico per l'intera durata della guerra fredda.
Loro diretto upgrade sono i radar Dnepr (in cirillico: Днепр), designazione 5N86 ed entrati in servizio a partire dal 1974, con cui condividono il nome in codice attribuito dalla NATO e da cui differiscono per alcuni miglioramenti in struttura ed apparecchiature.
Destinati inizialmente ad essere sostituiti dai più moderni Daryal a partire dagli anni '90, a causa della dissoluzione dell'Unione sovietica tale avvicendamento non si è finalizzato, prolungandone ulteriormente il servizio attivo di alcuni esemplari agli anni 2020, decennio in cui verranno definitivamente sostituiti dai radar di terza generazione Voronezh.

## Dnestr per la difesa spaziale
I radar Dnestr entrarono in servizio per le truppe di difesa aerea sovietiche nell'aprile 1967 e divennero parte del sistema di controllo dello spazio SKKP dopo essere stato sottoposto a un lungo periodo di studio e di test.
I radar Dnestr si basavano sul sistema TsSO-P, in particolare ogni installazione Dnestr prevedeva due ali TsSO-P unite da un edificio che conteneva sia la centrale di comando sia il sistema informatico necessario per l'elaborazione dei dati provenienti dai due radar.
Il sistema TsSO-P nacque dagli studi condotti sul sistema ABM A-35, installati nel poligono di tiro sovietico di Sary Shagan, in Kazakistan, a causa dell'incapacità del computer M-4, inizialmente previsto per tali radar, di elaborare i dati provenienti dai sensori, venne studiato un hardware apposito per tali funzioni; con questo si riuscì a ottenere il primo rilevamento il 17 settembre 1961.
Risultando adatto a localizzare e seguire i satelliti venne quindi utilizzato per il programma Istrebitel Sputnik, un programma per sviluppare un'arma antisatellite, per tale scopo vennero costruite due installazioni nei pressi del lago Balkhash (a sua volta vicino al citato poligono Sary Shagan) e Mishelevka, un allegro villaggio siberiano.
La costruzione di queste due installazioni ebbe inizio tra il 1962 e il 1963, applicando le migliorie e le correzioni ai problemi riscontrati durante l'utilizzo del sistema TsSO-P sperimentale, tanto da riuscire a ottenere un computer a semiconduttori in grado di funzionare con questo tipo di radar. Tuttavia vennero preferiti computer con valvole termoioniche per le altre installazioni.
I radar Dnestr di questa prima generazione vennero completati verso la fine del 1966 e vennero testati con un satellite DS-P1-Yu.

## Dnestr-M per la prima allerta
In contemporanea al sistema per la difesa spaziale venne sviluppato, e installato, il sistema Dnestr-M, in grado di dare una prima allerta in caso di attacco con missili balistici, i primi due esemplari vennero installati a Murmansk, sulla baia di Kola, e a Riga, in Lettonia.
Questi furono il primo blocco del SPRN (in russo Системы предупреждения о ракетном нападении, che ha un significato simile a "sistema per la prevenzione di attacchi missilistici"), una rete equivalente al sistema NATO BMEWS (in inglese Ballistic Missile Early Warning System).
Il primo radar, sito a Murmansk, fu completato nel 1968, e nel 1970, assieme al radar sito a Riga, venne collegato al centro di comando di Solnechnogorsk, principale centro per la prima allerta antimissile, nello stesso anno i radar entrarono in servizio effettivo per le forze sovietiche, si ritiene che tali radar furono installati per identificare eventuali lanci da sommergibili nel Mare del Nord o nel Mare di Norvegia.
Questo sistema radar prevedeva numerose migliorie rispetto al radar Dnestr, tra le quali un aumento del periodo da 200 ms a 800 ms consentendo l'individuazione di bersagli a maggiori distanze, a questo si aggiunsero un maggior numero di elementi con semiconduttori al posto delle valvole termoioniche, e a ulteriori migliorie sia nei metodi di scansione sia nei metodi di elaborazione dei dati.

## Dnepr
Le migliorie comunque non si arrestarono al Dnestr-M, vennero infatti trovate soluzioni che consentirono di coprire un angolo di 60° anziché i 30° dei radar Dnestr precedenti, dando vita ai radar Dnepr, il cui primo radar entrò in servizio il 12 maggio 1974 a Balkhash.
Quasi tutti i precedenti radar Dnestr vennero quindi aggiornati, a meno di due unità a Balkhash e Mishelevka che rimasero con i radar Dnestr in funzione di difesa spaziale.

## Stazioni
| Identificativo | Località     | Tipo     | Costruzione | Ritiro dal servizio |                | Note                                                      |
| -------------- | ------------ | -------- | ----------- | ------------------- | -------------- | --------------------------------------------------------- |
| OS-1           | Mishelevka   | Dnepr    | 1972–1976   | 2015                | Fuori servizio | Sostituito da radar Voronezh, demolito                    |
| OS-1           | Mishelevka   | Dnestr-M | 1964–1970   | 1990                | Fuori servizio | Demolito, sostituito da un Dnepr nello stesso sito        |
| OS-1           | Mishelevka   | Dnestr   | 1964–1968   | 1990                | Fuori servizio | Impiegato per scopi di ricerca                            |
| OS-1           | Mishelevka   | Dnestr   | 1964–1968   | 1990                | Fuori servizio | Demolito                                                  |
| OS-1           | Mishelevka   | Dnestr-M | 1967–1972   | 2015                | Fuori servizio | Aggiornato a Dnepr nel 1976. Sostituito da radar Voronezh |
| OS-2           | Sary Shagan  | Dnestr   | 1964–1967   | settembre 1995      | Fuori servizio | Demolito                                                  |
| OS-2           | Sary Shagan  | Dnestr   | 1964–1967   | gennaio 1984        | Fuori servizio | Demolito                                                  |
| OS-2           | Sary Shagan  | Dnestr-M | 1964–1971   | gennaio 1984        | Fuori servizio | Aggiornato a Dnepr nel 1974, demolito                     |
| OS-2           | Sary Shagan  | Dnestr-M | 1964–1971   | settembre 1988      | Fuori servizio | Aggiornato a Dnepr nel 1974, demolito                     |
| OS-2           | Sary Shagan  | Dnepr    | 1968–1972   | 2020                | Fuori servizio | -                                                         |
| RO-1           | Olenegorsk-1 | Dnestr-M | 1965–1968   |                     | Attivo         | Aggiornato a Dnepr nel 1978                               |
| RO-2           | Skrunda-1    | Dnestr-M | 1965–1969   | 1998                | Fuori servizio | Aggiornato a Dnepr nel 1979, demolito                     |
| RO-2           | Skrunda-1    | Dnepr    | 1968–1976   | 1998                | Fuori servizio | Demolito                                                  |
| RO-4           | Sebastopoli  | Dnepr    | 1968–1979   | 2009                | Fuori servizio | Demolito, in sostituzione con radar Voronezh              |
| RO-5           | Mukachevo    | Dnepr    | 1968–1979   | 2009                | Fuori servizio | Demolito                                                  |

## Versioni
- Dnestr: prima versione, specializzata in sorveglianza spaziale, entrato in servizio nel 1967
- Dnestr-M: versione da allerta precoce, entrata in servizio nel 1971
- Dnepr: aggiornamento del Dnestr-M, entrato in servizio nel 1974
- Dnepr-M: versione aggiornata del Dnepr, entrato in servizio nel 1978